# Renzo Paris
Renzo Paris (Celano, 1º gennaio 1944) è un poeta, scrittore e critico letterario italiano.

## Biografia
Nasce a Celano (Aq) col nome di Lorenzo Paris. Ha insegnato Letteratura francese nelle nell'università di Salerno e infine a Viterbo. Ha collaborato con quotidiani e riviste, tra cui il manifesto, Liberazione, il Corriere della Sera, L'Espresso. Oltre a importanti studi sugli amici Alberto Moravia, Pier Paolo Pasolini e Amelia Rosselli, come saggista e traduttore si è dedicato, tra gli altri, a Flaubert, Apollinaire, Prévert.

## Opere principali
- Lo spettatore pornofono, Caltanissetta-Roma, Sciascia, 1969
- Breton, Crevel, Yoyotte. L'immaginazione e il partito, Yota Libri, 1972
- Cani sciolti, Rimini, Guaraldi, 1973; Savelli, 1981 con cinque domande di Alberto Moravia all'autore; Elliot, 2022
- Frecce avvelenate, Milano, Bompiani, 1974
- La casa in comune, Roma, Cooperativa scrittori, 1977
- Il mito del proletariato nel romanzo italiano, Milano, Garzanti, 1977
- Filo da torcere, Milano, Feltrinelli, 1982
- Fuori rotta, Roma, Pellicanolibri, 1984
- Cattivi soggetti, Roma, Editori Riuniti, 1988; Iacobelli, 2013
- Album di famiglia, Parma, Guanda, 1990
- Le luci di Roma, Roma, Theoria, 1991
- Alberto Moravia, Firenze, La nuova Italia, 1991
- Romanzi di culto, Roma, Castelvecchi, 1995
- Moravia: una vita controvoglia, Firenze, Giunti, 1996
- Ragazzi a vita e altre storie di poeti, Milano, Marcos y Marcos, 1997
- Squatter, Roma, Castelvecchi, 1999
- Ultimi dispacci della notte, Roma, Fazi, 1999
- Ritratto dell'artista da vecchio: conversazioni con Alberto Moravia, Roma, Minimum fax, 2001
- Un'altra generazione perduta. 1968-1990, Roma, De Donato - Lerici, 2003
- La croce tatuata, Roma, Fazi, 2005
- I ballatroni, Roma, Avagliano, 2007
- La vita personale, Matelica, Hacca, 2009
- La banda Apollinaire, Matelica, Hacca, 2011
- Il conte libertino, Roma, Gaffi, 2013 - I Premio Vittoriano Esposito 2014
- Il fenicottero. Vita segreta di Ignazio Silone, Elliot, Roma 2014
- Pasolini. Ragazzo a vita, Roma, Lit Edizioni, 2015.
- Miss Rosselli, Vicenza, Neri Pozza, 2020
- Magico respiro, Azzate (VA), Stampa 2009, 2021
- Pasolini Moravia. Due volti dello scandalo, Torino, Einaudi, 2022
- Madame Betti, Elliot, 2024